# Ljeskovac, Bijeljina
Ljeskovac je naselje v občini Bijeljina, Bosna in Hercegovina. 

## Deli naselja
Ljeskovac.

## Prebivalstvo
| Pregled števila prebivalcev po letih | Pregled števila prebivalcev po letih | Pregled števila prebivalcev po letih | Pregled števila prebivalcev po letih | Pregled števila prebivalcev po letih | Pregled števila prebivalcev po letih |
| ------------------------------------ | ------------------------------------ | ------------------------------------ | ------------------------------------ | ------------------------------------ | ------------------------------------ |
| 1948                                 | 1953                                 | 1961                                 | 1971                                 | 1981                                 | 1991                                 |
| -                                    | -                                    | -                                    | 519                                  | 502                                  | 483                                  |

| Narodna sestava prebivalstva po letih                                                                                      | Narodna sestava prebivalstva po letih                                                                                       | Narodna sestava prebivalstva po letih                                                                                      |
| --- | --- | --- |
| 1971 | 1981 | 1991 |
| . skupaj: 519 Srbi 518 (99,80 %) Hrvati 0 (0,00 %) Muslimani 0 (0,00 %) Jugoslovani 0 (0,00 %) drugi in neznano 1 (0,19 %) | . skupaj: 502 Srbi 491 (97,80 %) Hrvati 0 (0,00 %) Muslimani 0 (0,00 %) Jugoslovani 11 (2,19 %) drugi in neznano 0 (0,00 %) | . skupaj: 483 Srbi 474 (98,13 %) Muslimani 1 (0,20 %) Hrvati 0 (0,00 %) Jugoslovani 4 (0,82 %) drugi in neznano 4 (0,82 %) |